# Батурские
Батурские (Батурскіе) — русский дворянский род, малороссийского происхождения.
Потомство Антона Батурского, значного войскового товарища (конец XVIII в.) .
Трофим Наумович Батурский военную службу начал в 1831 году в 8-м Малороссийском казачьем полку, потом продолжал служить в Великолуцком егерском и других полках. Произведен в прапорщики в 1838 году, уволен в отставку капитаном в 1853 году. Он признан Правительственным Сенатом в дворянстве со внесением во вторую часть родословной книги Черниговской губернии.

## Описание герба
В зелёном поле 3 лягушки: 2 над 1.